# Carex bogstadensis
Carex bogstadensis är en halvgräsart som beskrevs av Georg Kükenthal. Carex bogstadensis ingår i släktet starrar, och familjen halvgräs. Inga underarter finns listade i Catalogue of Life.